# پیتر کومل
پیتر کومل (استونیایی: Peeter Kümmel؛ زادهٔ ۱۱ آوریل ۱۹۸۲) اسکی‌باز صحرانوردی اهل استونی است.
وی در بازی‌های المپیک زمستانی ۲۰۰۶، بازی‌های المپیک زمستانی ۲۰۱۰، بازی‌های المپیک زمستانی ۲۰۱۴ شرکت کرده‌است.